# Richard Harry
Pour les articles homonymes, voir Harry.
Pas d'image ? Cliquez ici

a Compétitions nationales et continentales officielles uniquement.

b Matchs officiels uniquement.
Dernière mise à jour le 27 février 2016.
Richard Lewis Lloyd Harry, né le 30 novembre 1967 à Sydney (Australie), est un joueur australien de rugby à XV qui joue au poste de pilier avec l'équipe d'Australie de 1996 à 2000, obtenant 37 sélections et inscrivant un essai. Avec sa sélection, il remporte la coupe du monde lors de l'édition de 1999.

## Palmarès
Richard Harry compte 37 capes avec l'équipe d'Australie, dont 36 en tant que titulaire, entre le 9 juin 1996 contre le pays de Galles et le 26 août 2000 contre l'Afrique du Sud. Il inscrit cinq points, un essai.
Il participe à une édition de la coupe du monde, remportant le titre de champion du monde lors de l'édition de 1999 où il joue cinq rencontres, face à la Roumanie, l'Irlande, le pays de Galles, l'Afrique du Sud et la France en finale.
Il participe à cinq éditions du Tri-nations, en 1996, 1997, 1998, 1999 et 2000. Dans cette compétition, il dispute quatorze rencontres, dont treize en tant que titulaire.